# Kendra Kobelka
Kendra Kobelka (verheiratete Wilson; * 1. Mai 1967 in Lynn Lake, Manitoba) ist eine ehemalige kanadische Skirennläuferin. Sie war auf die schnellen Disziplinen Abfahrt und Super-G spezialisiert und erreichte vier Top-10-Ergebnisse im Weltcup.

## Biografie
Kendra Kobelka kam in Manitoba zur Welt und wuchs in Revelstoke, British Columbia, auf. Das Skifahren erlernte sie auf dem nahegelegenen Mount Mackenzie. Ihre Karriere als Rennläuferin begann sie im Alter von 13 Jahren.
Einen ersten größeren Erfolg konnte Kobelka im Rahmen der Canada Games 1983 verbuchen, als sie sich in Saguenay–Lac-Saint-Jean die Goldmedaillen im Riesenslalom und im Parallelslalom sicherte. 1986 wurde sie in die Nationalmannschaft aufgenommen und gehörte von da an zum starken kanadischen Damenteam um Kerrin Lee-Gartner, Kate Pace und Karen Percy. In der Saison 1987/88 erlitt sie während des Trainings eine Rückenverletzung und war in einer Dokumentation der CBC zu sehen. Im Dezember 1988 gelang ihr mit Rang neun in der Abfahrt von Zauchensee ihr erstes Top-10-Resultat im Weltcup. Ihr bestes Ergebnis erreichte sie zwei Monate später mit einem siebenten Platz im Super-G von Steamboat Springs. Nachdem sie im Gesamtweltcup Rang 47 belegt hatte, gewann sie am Ende der Saison im Super-G ihren ersten und einzigen kanadischen Meistertitel.
In der Saison 1989/90 gelangen ihr in der Abfahrt zwei weitere Platzierungen unter den besten zehn, mit denen sie sich bis unter die Top 15 der Startliste vorarbeitete. Der größte Erfolg ihrer Karriere gelang ihr im folgenden September, als sie bei den Panamerikanischen Spielen in Las Leñas die Goldmedaille in der Abfahrt sowie Silber im Super-G gewann. Wenige Wochen später zog sie sich eine Knieverletzung zu und musste für die gesamte Weltcup-Saison aussetzen. Das Comeback verlief nicht nach Wunsch und sie verpasste mit den Olympischen Spielen 1992 zum wiederholten Mal ein Großereignis. Am Ende der Saison wurde sie hinter Lee-Gartner kanadische Vizemeisterin in der Abfahrt. Nach vielversprechender Saisonvorbereitung verkündete Kendra Kobelka am 14. Dezember 1992 überraschend ihr Karriereende. Sie begründete den Schritt mit mangelnder Motivation. Von ihren Teamkolleginnen erhielt sie aufgrund ihres Kampfgeists den Spitznamen „Beater“.
Noch während der aktiven Laufbahn heiratete sie ihren Trainer Nick Wilson. Der ehemalige Eishockeyspieler und spätere Trainer Mike Babcock ist Kobelkas Cousin.

## Erfolge

### Weltcup
- 4 Platzierungen unter den besten zehn

### Weltcupwertungen
| Saison  | Gesamt                              | Gesamt                              | Abfahrt                             | Abfahrt                             | Super-G                             | Super-G                             |
| Saison  | Platz                               | Punkte                              | Platz                               | Punkte                              | Platz                               | Punkte                              |
| ------- | ----------------------------------- | ----------------------------------- | ----------------------------------- | ----------------------------------- | ----------------------------------- | ----------------------------------- |
| 1988/89 | 47.                                 | 16                                  | 30.                                 | 7                                   | 20.                                 | 9                                   |
| 1989/90 | 56.                                 | 14                                  | 19.                                 | 14                                  | –                                   | –                                   |
| 1990/91 | verletzungsbedingt keine Ergebnisse | verletzungsbedingt keine Ergebnisse | verletzungsbedingt keine Ergebnisse | verletzungsbedingt keine Ergebnisse | verletzungsbedingt keine Ergebnisse | verletzungsbedingt keine Ergebnisse |
| 1991/92 | 116.                                | 7                                   | –                                   | –                                   | 51.                                 | 7                                   |

### Weitere Erfolge
- Kanadische Meisterin im Super-G 1989
- Kanadische Vizemeisterin in der Abfahrt 1992
- Panamerikanische Winterspiele 1990: Gold in der Abfahrt und Silber im Super-G
- Canada Games 1983: Gold im Riesenslalom und Parallelslalom